# Bronisław Gruszecki
Bronisław Gruszecki herbu Lubicz – cześnik halicki w 1649 roku, łowczy czernihowski w latach 1634-1649.
Poseł na sejm 1640, sejm 1641, sejm 1642, sejm 1647 roku.